# Al Mazamma
Al Mazamma es una ciudad medieval fundada por los Banu Salih del Emirato de Nekor en el siglo IX, se encuentra cerca de la playa de Suani en medio de un bosque en la provincia de Alhucemas, Marruecos. La ciudad fue abandonada y destruida en el siglo XVII durante la época de dinastía alauí
Las excavaciones iniciadas en 2010 han revelado muchos restos, entre ellos un bastión militar fortificado ubicado en el centro de la parte más alta del sitio, así como la muralla de la ciudad despejada varios metros en el lado sur y noroeste y algunas secciones en la parte norte del lado del mar Mediterráneo.

## Rehabilitación
Las excavaciones del yacimiento de Al Mazamma permitieron iniciar una restauración parcial por parte del Ministerio de Cultura, Juventud y Deportes (Departamento de Cultura) de Marruecos. Los trabajos de rehabilitación y restauración se centraron en determinadas partes de las murallas de la ciudad, la torre sur, la fortaleza y la puerta norte "Bab el Marsa" (la puerta del puerto). Finalizadas en febrero de 2021, estas obras se enmarcan en el programa de desarrollo espacial de la provincia de Alhucemas, denominado "Manarat Al Moutawassit", que afecta también a otros yacimientos arqueológicos de la región como los de Badis, Kelaat Arbaa Taourirt, la Kasbah de Snada y la fortaleza de Torres de Alcalá en Bni Boufrah y cuyo coste total asciende a 32 millones dirhams.